# Torvstolonmossa
Torvstolonmossa (Cladopodiella fluitans) är en bladmossart som först beskrevs av Christian Gottfried Daniel Nees von Esenbeck, och fick sitt nu gällande namn av Hans Robert Viktor Buch och Jørg.. Torvstolonmossa ingår i släktet stolonmossor, och familjen Cephaloziaceae. Arten är reproducerande i Sverige. Inga underarter finns listade i Catalogue of Life.